# 因加·尤马舍娃
因加·阿尔贝托芙娜·尤马舍娃（羅馬化：Inga Al'bertovna Yumasheva；1985年3月11日—）是俄罗斯电视节目主持人、记者和政治人物。2016年至2021年，他担任第七届国家杜马议员。
2007年，她毕业于乌法国立石油技术大学，获得公共关系学位。2004年至2016年间，她在多家报社和电视台担任记者和节目主持人。2016年至2021年，她担任第七届国家杜马议员。在国家杜马里，她担任家庭、妇女和儿童问题会议委员会委员。